# 泊巴士 (足球戰術)
泊巴士（英語：Parking the bus）是足球術語，指球隊為放棄進攻加強防守而將全隊球員放在己方禁區内讓對方無法闖入禁區射門，猶如將一架巴士泊在龍門前。正因如此，該戰術被戲稱為「9-0-1陣式」，意為前鋒只擺一個球員，其餘九個球員在己方禁區防守。使用該戰術的球隊通常都只會求和或者領先一球之後防止對方取得入球扳平，故常被批評令球賽沉悶。

## 名稱來源
前車路士主帥摩連奴慣常使用該戰術以圖迫和對手，但當時該戰術並沒有正式名稱。不過直到2004-05年英超賽季對熱刺時，熱刺用同樣戰術守和0-0，卻被摩連奴在賽後記者會揶揄「猶如將一架巴士泊在龍門前」，此後該戰術被稱爲「泊巴士戰術」。除了於車路士使用外，摩連奴在往後執教另外兩支英超球隊（亦即是曼聯及熱刺）時，亦有用上同一戰術；當中曼聯時期的「泊大巴」戰術更因為其球員配搭所產生的特性加強了戰術成效，故被球迷形容為「戰術的極致時期」。